# Seether
Seether est un groupe de rock sud-africain, originaire de Pretoria. Le groupe est originellement formé sous le nom de Saron Gas jusqu'en 2002, année durant laquelle il adopte le nom de Seether. Disclaimer est le premier album du groupe distribué par un label major. Les membres gagnent en popularité en 2002 grâce à leur single Fine Again classé premier du US Active Rock, et leur succès se stabilise jusqu'en 2004 avec le single Broken qui se classe à la 20e place du  Billboard Hot 100. Ils connaissent le succès à de nombreuses reprises en se plaçant au classement Hot Mainstream Rock Tracks avec des singles comme Remedy, Fake It, et Country Song.

## Biographie

### Débuts (2002–2004)
Le groupe se forme en 1999 sous le nom de Saron Gas. En 2000, le groupe publie un album indépendant intitulé Fragile.
En 2002, Seether lance son premier album officiel, sous le nouveau nom de Seether, Disclaimer, composé de trois futurs singles : Fine Again, Driven Under et Gasoline. 2002 est très mouvementé pour Seether. Après la publication de Disclaimer, le groupe arrête ses tournées. Proche de la fin de leur tournée promotionnelle pour Disclaimer, le groupe décide de revenir en studio pour enregistrer son deuxième album, un projet retardé pendant près d'un an, à cause de leur tournée en soutien à Evanescence. Fine Again est également inclus dans les jeux vidéo Madden NFL 2003 et 1080 Avalanche. À la suite de la publication de Disclaimer, ils font la promotion de l'album avec une tournée homonyme. Seether réédite sa ballade acoustique Broken, en une ballade électrique avec Amy Lee d'Evanescence au chant. L'accueil du public est favorable. La chanson, ainsi qu'une autre intitulée Sold Me, seront incluses dans le film, The Punisher. À cette période, Lee et Morgan sortent ensemble. Morgan explique avoir réédité Broken à la demande de leur label.

### Karma and EffectetOne Cold Night(2005–2006)
L'album suivant, Karma and Effect, est publié en 2005. À l'origine intitulé Catering to Cowards, le nom est changé à la demande de leur label. Karma and Effect débute huitième du classement américain Billboard 200, et est certifié disque d'or aux États-Unis et au Canada. L'album se compose de trois singles, Remedy, Truth et The Gift. Remedy atteint la première place des US Mainstream Rock, le premier hit numéro un de Seether.
Seether publie un coffret CD/DVD acoustique intitulé One Cold Night, enregistré au Grape Street, de Philadelphie, le 22 février 2006. Morgan souffre de problèmes à l'estomac, et décide d'effectuer une performance acoustique de leur coffret plutôt que d'annuler la soirée. La séparation de Needles et Burrito de l'album vient d'une demande du label ne souhaitant publier aucune insulte. Le départ du guitariste Patrick Callahan est annoncé le 16 juin 2006. Shaun Morgan commente : « Um... on est un peu soulagé... même beaucoup soulagé. Il était la bête noire et la mauvaise énergie du groupe. Je ne le déteste pas pour autant, et c'est assez bizarre parce qu'on est amis depuis quatre ans. Mais quand il est parti, c'est parti avec lui. » Morgan entre en cure de désintoxication en août 2006 à cause de problèmes liés à l'alcool, ce qui mène le groupe à annuler ses concerts avec Staind et Three Days Grace.

### Finding Beauty in Negative Spaces(2007–2009)
Finding Beauty in Negative Spaces est initialement prévu pour août 2006, mais la date de sortie est reportée pour le 23 octobre à cause du suicide du frère de Morgan, Eugene Welgemoed. L'album débute neuvième du Billboard 200, et dénombre 57 000 exemplaires vendus la première semaine. Sa couverture montre la tournée Candice the Ghost, illustrée par David Ho. Le premier single, Fake It, atteint la tête des US Mainstream Rock Charts et Modern Rock Charts, et y restent pendant neuf semaines. Il devient le thème du No Way Out de 2008 à la WWE. En août 2008, la compilation iTunes Originals atteint la 25e place du Top Digital Album, autre classement établi par le magazine Billboard. L'album contient des versions acoustiques et live des chansons de Seether, ainsi que des interviews avec le groupe,.
Rise Above This, écrit pour Eugene Welgemoed, est publié comme single et atteint la première place du Modern Rock Tracks. Le dernier single extrait de l'album est Breakdown ; la vidéo du titre est publiée en novembre 2008. Finding Beauty in Negative Spaces remporte le South African Music Award dans la catégorie « Best Rock: English », et le MTV Africa Music Award dans la catégorie « meilleur groupe alternatif ».
Une tournée est lancée en soutien à l'album au début de 2008 jusqu'à la fin de l'année. Troy McLawhorn, de Dark New Day, Evanescence, Sevendust, et DoubleDrive, est recruté comme guitariste de tournée le 15 février 2008. Seether partage la scène avec Three Days Grace, Finger Eleven, Breaking Benjamin, 3 Doors Down, Skillet, Red, Papa Roach, Flyleaf, Econoline Crush et Staind. McLawhorn devient par la suite membre officiel du groupe. No Shelter est incluse dans la bande originale de la série NCIS publiée le 10 février 2009, et une version de Careless Whisper de George Michael est publiée en téléchargement Internet et mobile. La chanson est supposément une blague. Le clip vidéo du titre est publié le 16 juin 2009.
Seether participe en soutien à Nickelback à leur tournée Dark Horse entre mars et avril 2009. Shaun et Dale confirment dans une interview effectuée le 2 mars 2009, après la tournée de Nickelback, que Seether prend une pause et en profitera pour écrire les chansons de Finding Beauty in Negative Spaces. Le groupe donne néanmoins quelques concerts à la fin de l'année, avec des dates notables comme à Okinawa pour jouer devant les troupes américaines les 23 et 24 mai au Camp Schwab, puis à MCAS Iwakuni le 26 mai pour les Marines américains. Seether fait également quelques apparitions au Chippewa Valley Music Festival et au Festival d'été de Québec, avant la conclusion du Big E Festival, à West Springfield, Maryland, le 4 octobre.

### Holding Onto Strings Better Left to Fray(2010–2013)
Le groupe passe plusieurs mois à enregistrer leur album à Nashville (Tennessee) aux côtés du producteur Brendan O'Brien. Le batteur John Humphrey confirme en août la fin des enregistrements et le début du mixage. Le groupe se dit hâte de publier cet album aux chansons « très vives, mélodiques et lourdes à la fois. » Morgan confirme la fin de l'album en septembre et prévoit une sortie pour le début de 2011. Un nouveau single, No Resolution, est publié le 4 septembre 2010, lors d'un concert au DuQuoin, IL State Fair. McLawhorn et Humphrey, dans une interview à la radio, annonce le titre Holding Onto Strings Better Left to Fray, prévu pour mai. Le premier single de l'album, Country Song, est publié le 8 mars aux États-Unis et le 4 avril au Royaume-Uni et le nouvel album est publié le 18 mai 2011. Seether atteint la deuxième place du Billboard 200 avec Holding On to Strings Better Left to Fray. Il atteint également la première place des US Rock Albums, US Alternative Albums et US Hard Rock Album. L'album s'écoule à 61 000 exemplaires en une semaine, et devient celui du groupe le mieux vendu depuis Karma and Effect vendu à 82 000 exemplaires en 2005 Billboard nomme Seether No. 1 Active et No. 1 Heritage Rock Artist en 2011.
Le départ de Troy McLawhorn du groupe et son retour à Evanescence est annoncé le 8 mars,. Seether joue en live à Cincinnati (Ohio) le 10 mai, et à South Bend (Indiana) le 11 mai. Les deux concerts sont enregistrés et publiés dans un coffret CD limité pour chacune des deux villes précédemment mentionnées. Le 3 septembre 2013, le groupe annonce sa compilation Seether: 2002-2013. L'album 2 CD est publié le 29 octobre 2013 et se compose des meilleurs titres de Seether, de démos inédites, de bandes originales et deux trois nouvelles chansons dont la reprise du titre Seether de Veruca Salt. Seether: 2002-2013 également deux nouvelles chansons (Safe To Say I've Had Enough et Weak), et est produit par Brendan O'Brien. Le groupe publie un clip démo de 15 secondes pour le titre Safe To Say I've Had Enough sur loudwire.com. Le 30 novembre 2013, Seether publie un single Goodbye Tonight avec Van Coke Kartel & Jon Savage. La chanson est incluse dans la version deluxe de Isolate and Medicate.

### Isolate and Medicate(depuis 2014)
Dans une interview, Dale Stewart, le bassiste du groupe, confirme l'écriture d'un nouvel album. Le 31 janvier 2014, le groupe poste sur YouTube une vidéo dans laquelle le chanteur Shaun Morgan explique que l'album sera enregistré pendant une semaine. Le 14 avril, Seether publie des bandes-annonces sur Snapchat, et Instagram. Le 24 avril, l'album intitulé Isolate and Medicate est annoncé pour le 1er juillet 2014, avec comme single principal, Words as Weapons prévu pour le 1er mai 2014.

## Style musical et influences
Seether s'inspire principalement de groupes de grunge américains comme Nirvana et Alice in Chains. Stephen Thomas Erlewine d'AllMusic décrit l'auteur-interprète du groupe, Shaun Morgan, « fan incontesté de Kurt Cobain, usant du son de Nirvana comme tremplin pour Seether. » Seether s'inspire également des Deftones et Nine Inch Nails.

## Distinctions
| Récompense                  | Catégorie                                         | Titre        | Année | Résultat   |
| --------------------------- | ------------------------------------------------- | ------------ | ----- | ---------- |
| MTV Africa Music Awards     | Meilleur groupe alternatif                        | Seether      | 2008  | Lauréat    |
| MTV Africa Music Awards     | Groupe de l'année                                 | Seether      | 2008  | Nomination |
| South African Music Awards  | Best Rock: English                                | Seether      | 2008  | Lauréat    |
| Billboard charts            | No. 1 Active Rock Artist                          | Seether      | 2011  | Lauréat    |
| Billboard charts            | No. 1 Heritage Rock Artist                        | Seether      | 2011  | Lauréat    |
| Billboard charts            | Active Rock Song of 2011                          | Country Song | 2011  | Lauréat    |
| Canadian Hot 100            | Active Rock Song of 2011                          | Country Song | 2011  | Lauréat    |
| Mediabase                   | Chanson de l'année (en termes de diffusion radio) | Country Song | 2011  | Lauréat    |
| Revolver Golden Gods Awards | Meilleur groupe live                              | Seether      | 2012  | Nomination |
| Radio Contraband            | Groupe indépendant de l'année                     | Seether      | 2012  | Nomination |

## Membres

### Membres actuels
- Shaun Morgan – chant, guitare rythmique, guitare solo (depuis 1999)
- Dale Stewart – guitare basse, chœurs, guitare acoustique (depuis 1999)
- John Humphrey – batterie, percussions (depuis 2003)

Membres de tournées actuels
- Clint Lowery (Sevendust / Call Me No One) - guitare, chœurs (depuis 2017)
- Bryan Wickmann – guitare solo, chœurs (depuis 2014)

Membres de sessions actuels
- Josh Freese – batterie sur Disclaimer et Disclaimer II (2002)
- Amy Lee – chant sur Broken extrait de The Punisher: The Album et Disclaimer II (2004)
- Howard Benson – clavier, programmation sur Finding Beauty in Negative Spaces (2007)
- Space – guitare sur Finding Beauty in Negative Spaces (2007)
- Van Coke Kartel – musicien sur Goodbye Tonight extrait de Isolate and Medicate (2013–2014)

### Anciens membres
- Johan Greyling – guitare solo (1999)
- Tyronne Morris – basse (1999)
- David « Dave » Cohoe – batterie, chœurs (1999–2002)
- Nick Oshiro – batterie (2002–2003)
- Patrick « Pat » Callahan – guitare solo (2002–2006)
- Troy McLawhorn – guitare solo, chœurs (2008–2011)

Anciens membres de tournée
- Nic Argyros – batterie (2002)
- John Johnston – batterie (2002)
- Erik Eldenius – batterie (2002)
- Nick Annis – guitare solo (2002)
- Kevin Soffera – batterie, chœurs (2003)
- Brian Tichy – batterie (avril 2007)

## Discographie

### Albums studio
- 2000 : Fragile (sous le nom Saron Gas)
- 2002 : Disclaimer
- 2005 : Karma and Effect
- 2007 : Finding Beauty in Negative Spaces
- 2011 : Holding onto Strings Better Left to Fray
- 2014 : Isolate and Medicate
- 2017 : Poison the Parish
- 2020 : Si Vis Pacem, Para Bellum
- 2021 : Wasteland - The Purgatory (EP)
- 2024 : The Surface Seems So Far

### Album live
- 2006 : One Cold Night

### Compilations
- 2004 : Disclaimer II
- 2008 : ITunes Originals
- 2012 : The Collection
- 2013 : Seether: 2002-2013